# Erhard Lommatzsch
Erhard Lommatzsch (* 2. Februar 1886 in Dresden; † 20. Januar 1975 in Frankfurt am Main) war ein deutscher Romanist, Mediävist, Sprachwissenschaftler und Lexikograf.

## Leben und Werk
Nach der Gymnasialzeit in Wurzen studierte Lommatzsch ab 1905 in Berlin. Er wurde bei Adolf Tobler und dessen Nachfolger Heinrich Morf promoviert über System der Gebärden. Dargestellt auf Grund der mittelalterlichen Literatur Frankreichs (Berlin 1910) und habilitierte sich 1913 mit der Arbeit Gautier de Coincy als Satiriker (Halle an der Saale). Der Privatdozent wurde sogleich mit der Vertretung des wegen Krankheit beurlaubten Morf beauftragt und 1917 zum Professor ernannt. 1921 wurde er nach Greifswald und 1928 nach Frankfurt am Main berufen, wo er bis zum Wintersemester 1955/56 lehrte. Sein berühmtester Schüler war Erich Auerbach, den er in Greifswald promovierte.
Lommatzsch wurde vor allem bekannt als Verfasser des Altfranzösischen Wörterbuchs (1925–2002; 11 Bände), das er aus dem Nachlass von Adolf Tobler – einem Konvolut von ca. 20.000 Zetteln mit Exzerpten aus altfranzösischen Texten – in Faszikeln herausgab. Der erste Faszikel erschien 1915. Das Werk wurde erst durch Lommatzschs Schüler Hans Helmut Christmann (1929–1995) und dessen Mitarbeiter (Franz Lebsanft, Richard Baum, Brigitte Frey) 2002 vollendet. Richard Baum publizierte 2008 eine Gesamtbibliographie als 93. Lieferung des Wörterbuchs und 2018 eine Geschichte des Werks als 94. Lieferung.
Lommatzsch war ordentliches Mitglied der Mainzer Akademie der Wissenschaften und korrespondierendes Mitglied der Deutschen Akademie der Wissenschaften zu Berlin sowie der Bayerischen Akademie der Wissenschaften. Er war Ehrenmitglied der Modern Language Association of America und seit 1972 assoziiertes Mitglied (associé étranger) der Académie des Inscriptions et Belles-Lettres (Institut de France). Schüler und Freunde widmeten ihm 1975 den Band Philologica Romanica, in Verbindung mit Erich von Richthofen herausgegeben von Manfred Bambeck und Hans Helmut Christmann (mit Schriftenverzeichnis).